# ريد توماس
ريد توماس (بالإنجليزية: Red Thomas)‏ هو لاعب كرة قاعدة أمريكي، ولد في 25 أبريل 1898، وتوفي في 22 مارس 1962 في فريمونت في الولايات المتحدة.

## وصلات خارجية
- ريد توماس على موقعبيزبول رفرنس.كوم (الدوري الرئيسي) (الإنجليزية)